# Kisho Yano
Kisho Yano (født 5. april 1984) er en japansk professionel fodboldspiller, som spiller for den japanske fodboldklub Albirex Niigata. Han er angriber, og er også en del af det japanske fodboldlandshold. Yano har spillet for flere forskellige klubber i sin karriere, herunder Kashiwa Reysol og Júbilo Iwata.
Han blev desuden udtaget til Japans VM-trup ved VM i fodbold 2010 i Sydafrika.